# Басовка (Роменский район)
Басо́вка (укр. Басівка) — село,
Басовский сельский совет,
Роменский район,
Сумская область,
Украина.
Код КОАТУУ — 5924181701. Население по переписи 2001 года составляло 394 человека .
Является административным центром Басовского сельского совета, в который, кроме того, входят сёла
Бессарабка,
Великая Бутовка,
Великие Будки,
Вощилиха,
Гаи,
Залуцкое,
Заречье,
Пшончино и
Холодное.

## Географическое положение
Село Басовка находится на берегу реки Хмелевка (в основном на правом берегу),
выше по течению на расстоянии до 1 км расположены сёла Великая Бутовка и Червоное,
ниже по течению примыкает село Заречье и на расстоянии в 0,5 км расположено село Пшончино.
На расстоянии до 1 км расположены сёла Холодное и Великая Бутовка.

## История
- Первые упоминания о селе Басовка в исторических документах встречаются в 1729 году.
- Поблизости села Басовка найдены курганы бронзового века (2-е тысячелетие до н. э.), несколько курганных могильников, остатки поселений и городище (Басовское) скифских времён (VII—III вв. до н. э.), три славянских городища северян (VIII—X вв.).

## Экономика
- Молочно-товарная ферма.
- «Правда», сельхозкооператив.

## Объекты социальной сферы
- Школа.

## Достопримечательности
- Басовское городище.